# In Dreams (filme)
In Dreams é um filme americano de 1999, dirigido por Neil Jordan, estrelado por Annette Bening e Aidan Quinn e baseado em livro de Bari Wood.

## Elenco
- Annette Bening - Claire Cooper
- Aidan Quinn - Paul Cooper
- Robert Downey Jr. - Vivian Thompson
- Stephen Rea - Dr. Silverman
- Paul Guilfoyle - Detetive Jack Kay
- Kathleen Langois
- Emma J. Brown
- Jennifer Dragon
- Samantha Kelly
- Jennifer Berry - Caçadora
- Jennifer Caine Natenshon

## Sinopse
A escritora Claire (Annette Bening) se vê misteriosamente atormentada por sonhos premonitórios que parecem ter algo a ver com uma onda de assassinatos. E logo descobre estar psiquicamente ligada ao possível responsável pelos crimes.